# Неглюбский сельсовет
Неглюбский сельсовет (белор. Неглюбскі сельсавет) — административная единица на территории Ветковского района Гомельской области Республики Беларусь. Административный центр — агрогородок Неглюбка.

## История
С 29 ноября 2005 года исключены из данных по учёту административно-территориальных и территориальных единиц населённые пункты Гибки, Гутка, Подгорье.

## Состав
Неглюбский сельсовет включает 16 населённых пунктов:
- Амельное — посёлок
- Коновалово — посёлок
- Куты — посёлок
- Лядо — посёлок
- Неглюбка — агрогородок
- Новые Громыки — деревня
- Перевесье — посёлок
- Передовец — посёлок
- Подкаменье — посёлок
- Потёсы — деревня
- Репище — посёлок
- Свобода — посёлок
- Селище — посёлок
- Синицино — посёлок
- Старое Закружье — деревня
- Шейка — деревня

Упразднённые населённые пункты:
- Гибки — посёлок[1]
- Гутка — деревня[1]
- Подгорье — посёлок[1]